# キーバス・サンプソン
キーバス・ナサニエル・サンプソン（Keyvius Nathaniel Sampson, 1991年1月6日 - ）は、アメリカ合衆国・フロリダ州マリオン郡オカラ出身のプロ野球選手（投手）。右投右打。

## 経歴

### プロ入りとパドレス傘下時代
2009年のMLBドラフト4巡目（全体114位）でサンディエゴ・パドレスから指名され、8月17日に契約。
2013年はAAA級ツーソン・パドレスとAA級サンアントニオ・ミッションズでプレー。AAA級ツーソンでは9試合に登板して2勝3敗・防御率7.11・25奪三振の成績を残した。オフの11月20日に40人枠に登録された。
2014年はAAA級エル・パソ・チワワズ で38試合に登板して2勝5敗・防御率6.68・94奪三振の成績を残した。オフの12月29日にDFAとなった。

### レッズ時代
2015年1月8日にウェイバー公示を経てシンシナティ・レッズへ移籍した。
7月30日にメジャー初昇格を果たし、同日のピッツバーグ・パイレーツ戦でメジャーデビュー。この年は13試合に登板（うち1試合がリリーフ登板）したが、2勝6敗・防御率6.54・WHIP1.77という大荒れの成績に終わり、メジャーの洗礼を浴びた。
2016年4月20日にDFAとなり、22日に40人枠を外れる形で傘下のAAA級ルイビル・バッツへ配属された。5月18日に再びメジャー契約を結んでアクティブ・ロースター入りした。この年メジャーでは18試合（先発2試合）に登板して0勝1敗・防御率4.35・42奪三振の成績を残した。オフの12月2日にノンテンダーFAとなった。

### ダイヤモンドバックス傘下時代
2016年12月21日にアリゾナ・ダイヤモンドバックスとマイナー契約を結び、2017年のスプリングトレーニングに招待選手として参加することになった。
2017年は開幕から傘下のAAA級リノ・エーシズでプレーしていたが、6月8日に自由契約となった。

### マーリンズ傘下時代
2017年6月28日にマイアミ・マーリンズとマイナー契約を結んだが、11月7日に自由契約となった。

### ハンファ時代
2017年11月13日、韓国プロ野球 (KBO) のハンファ・イーグルスと契約した。2018年はハンファでチーム最多の13勝、KBOの最多奪三振となる195奪三振を記録したが、同年限りで退団した。

### ジャイアンツ傘下時代
2019年1月5日、サンフランシスコ・ジャイアンツとマイナー契約を結んだ。シーズン終了後の11月4日にFAとなった。

### ホワイトソックス傘下時代
2021年4月2日にシカゴ・ホワイトソックスとマイナー契約を結んだ。7月20日に自由契約となった。

### 独立リーグ時代
2021年7月28日にアメリカン・アソシエーションのカンザスシティ・モナークスと契約した。
2022年5月13日にアトランティックリーグのレキシントン・レジェンズと契約した。

### 統一時代
2022年7月6日、台湾プロ野球 (CPBL) の統一ライオンズと契約した。登録名は「克維斯」。

### 富邦時代
2024年2月8日、CPBLの富邦ガーディアンズと契約したことが報じられ、2月14日に正式に発表された。登録名は「戈威士」。
しかし、不振のため5月13日に支配下選手登録を抹消され、8月3日に自由契約公示された。

## 詳細情報

### 年度別投手成績
| 年 度     | 球 団     | 登 板 | 先 発 | 完 投 | 完 封 | 無 四 球 | 勝 利 | 敗 戦 | セ 丨 ブ | ホ 丨 ル ド | 勝 率 | 打 者 | 投 球 回 | 被 安 打 | 被 本 塁 打 | 与 四 球 | 敬 遠 | 与 死 球 | 奪 三 振 | 暴 投 | ボ 丨 ク | 失 点 | 自 責 点 | 防 御 率 | W H I P |
| --------- | --------- | ----- | ----- | ----- | ----- | -------- | ----- | ----- | -------- | ----------- | ----- | ----- | -------- | -------- | ----------- | -------- | ----- | -------- | -------- | ----- | -------- | ----- | -------- | -------- | ------- |
| 2015      | CIN       | 13    | 12    | 0     | 0     | 0        | 2     | 6     | 0        | 0           | .250  | 251   | 52.1     | 67       | 7           | 26       | 0     | 0        | 42       | 4     | 0        | 43    | 38       | 6.54     | 1.78    |
| 2016      | CIN       | 18    | 2     | 0     | 0     | 0        | 0     | 1     | 0        | 0           | .000  | 188   | 39.1     | 40       | 9           | 27       | 2     | 2        | 42       | 3     | 0        | 24    | 19       | 4.35     | 1.70    |
| 2018      | ハンファ  | 30    | 29    | 0     | 0     | 0        | 13    | 8     | 0        | 0           | .619  | 703   | 161.2    | 144      | 17          | 79       | 0     | 5        | 195      | 18    | 2        | 91    | 84       | 4.68     | 1.38    |
| 2022      | 統一      | 11    | 10    | 0     | 0     | 0        | 3     | 5     | 0        | 0           | .375  | 260   | 61.0     | 50       | 3           | 32       | 0     | 2        | 59       | 3     | 0        | 25    | 24       | 3.54     | 1.34    |
| 2023      | 統一      | 21    | 19    | 1     | 0     | 0        | 8     | 5     | 0        | 0           | .615  | 458   | 110.0    | 91       | 5           | 44       | 0     | 6        | 115      | 4     | 0        | 43    | 38       | 3.11     | 1.23    |
| 2024      | 富邦      | 5     | 5     | 0     | 0     | 0        | 0     | 3     | 0        | 0           | .000  | 110   | 23.1     | 24       | 0           | 16       | 0     | 0        | 29       | 2     | 0        | 17    | 16       | 6.17     | 1.71    |
| MLB：2年  | MLB：2年  | 31    | 14    | 0     | 0     | 0        | 2     | 7     | 0        | 0           | .222  | 439   | 91.2     | 107      | 16          | 53       | 2     | 2        | 84       | 7     | 0        | 67    | 57       | 5.60     | 1.75    |
| KBO：1年  | KBO：1年  | 30    | 29    | 0     | 0     | 0        | 13    | 8     | 0        | 0           | .619  | 703   | 161.2    | 144      | 17          | 79       | 0     | 5        | 195      | 18    | 2        | 91    | 84       | 4.68     | 1.38    |
| CPBL：3年 | CPBL：3年 | 37    | 34    | 1     | 0     | 0        | 11    | 13    | 0        | 0           | .458  | 882   | 194.1    | 165      | 8           | 92       | 0     | 8        | 203      | 9     | 0        | 85    | 78       | 3.61     | 1.32    |

- 2024年度シーズン終了時
- 各年度の太字はリーグ最高

### 背番号
- 48（2015年 - 2016年、2018年）
- 49（2022年）
- 43（2023年）
- 24（2024年）